# Stanislav Tůma (zápasník)
Stanislav Tůma (* 5. září 1948) je bývalý československý reprezentant v zápasu, volnostylař. V roce 1970 vybojoval páté a v roce 1972 šesté místo na mistrovství Evropy. V roce 1972 startoval na olympijských hrách v Mnichově, kde do 62 kg vypadl ve druhém kole.